# Aérodrome de Lüderitz
L'aérodrome de Lüderitz (code IATA : LUD • code OACI : FYLZ) est un aéroport desservant Lüderitz, une ville dans la ǁKaras Région de Namibie.

## Situation
L'aéroport est à environ 9 km au sud-est du centre de Lüderitz, sur la B4 de la route.
| Katima Mulilo Lüderitz Ondangwa Oranjemund Rundu Walvis Bay Windhoek-Eros Windhoek-H. Kutako |

## Compagnies aériennes et destinations
| Compagnies | Destinations  |
| ---------- | ------------- |
| FlyNamibia | Windhoek-Eros |

Actualisé le 23/11/2023

## Statistiques
Pour des raisons techniques, il est temporairement impossible d'afficher le graphique qui aurait dû être présenté ici.

Voir la requête brute et les sources sur Wikidata.